# Хок (вино)
Хок (англ. Hoch) — белое рейнское вино.

## История
Авторство названия вина приписывают королеве Великобритании Виктории. В 1850 году во время своего государственного визита в Германию она посетила городок виноделов на Рейне Хоххайм-ам-Майн. Королева дала понравившемуся ей вину «Хоххаймер» английское название Хох (Hoch). Виктория определила виноделов Хоххайма поставщиками вин двора её королевского величества. В благодарность за эту честь жители Хоххайма назвали один из своих лучших виноградников именем королевы (нем. Königin-Victoria-Berg). В то время бытовала английская поговорка: «Хорошее рейнское заменяет врача» (англ. «Good hock keeps off the doctor»).